# Pyongyangs tunnelbana

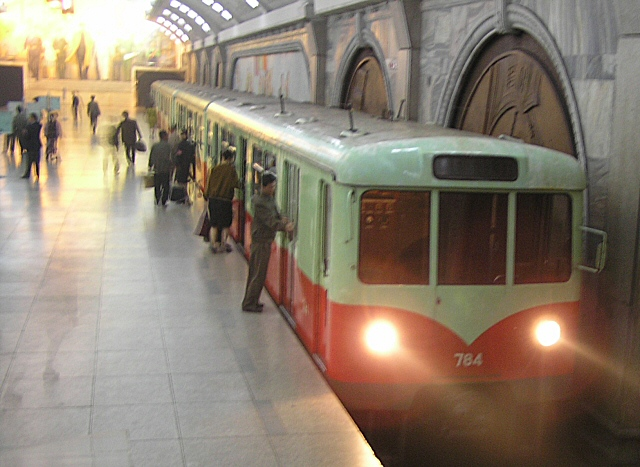
En tunnelbanevagn av typen D ("Dora") som tidigare gick i Västberlin.

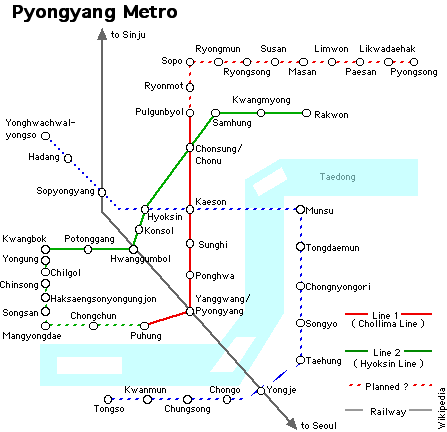

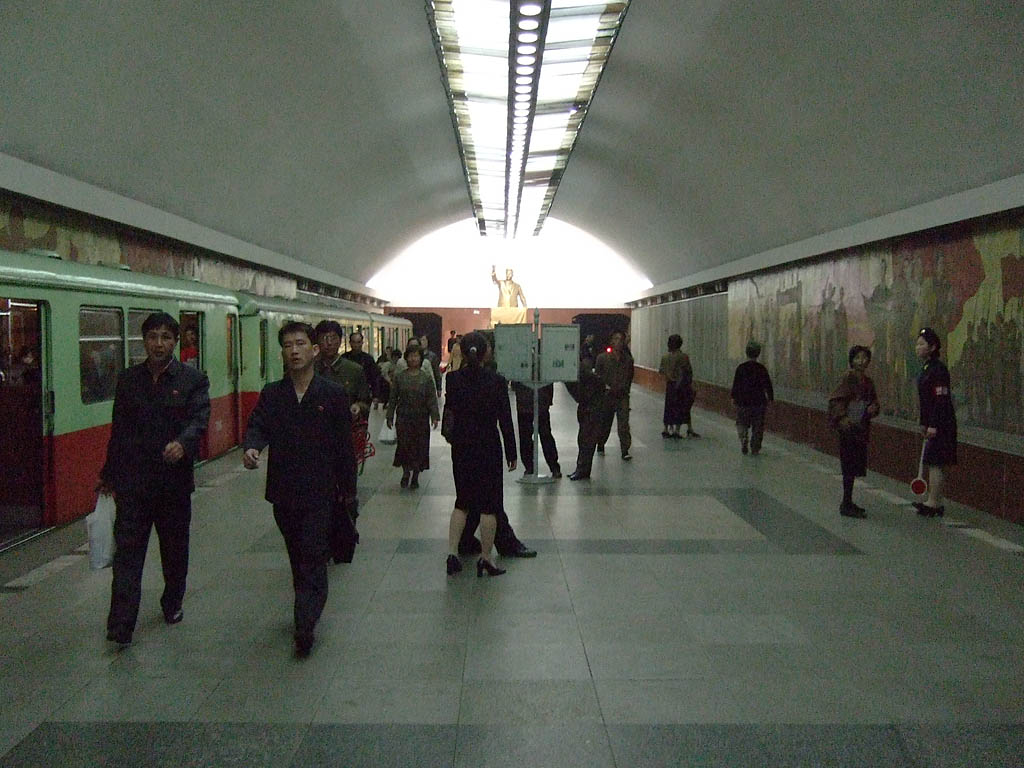
Stationen Kaeson.

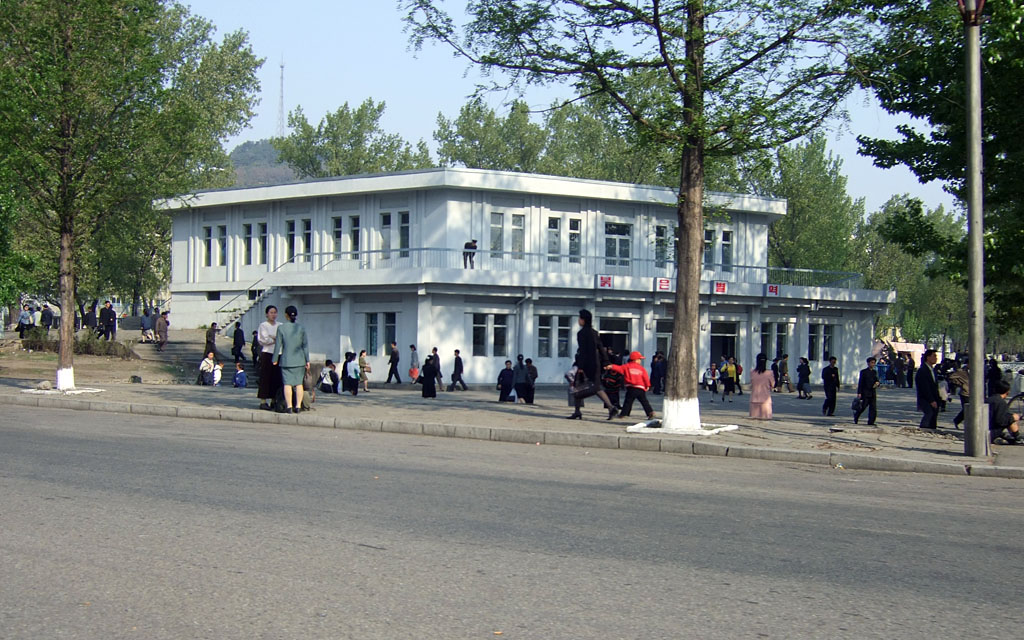
Stationen Pulgunbyol.

Pyongyangs tunnelbana består av två linjer och har en total spårlängd på 22,5 km. Den stod klar 1973.

## Historia
Arbetet påbörjades år 1968 med sovjetisk och kinesisk hjälp. Under bygget av tunnelbanan skedde en större olycka när en tunnel skulle byggas under Taedong-floden. Enligt vissa källor omkom minst 100 arbetare när tunneln kollapsade. Denna del av tunnelbanesystemet färdigställdes aldrig, och tunnelbanan finns därför idag bara på flodens västra sida.
Linjenätet går helt under jorden och linjernas sträckning följde förebilder tagna från tunnelbanenät i andra kommunistiska länder, framförallt Moskvas tunnelbana. Bland de många likheterna är att båda näten går långt ner och att det är långa avstånd mellan stationerna. Man hittar även socialistisk konst på stationerna.
I händelse av krig kan tunnelbanan användas som skyddsbunker. Det finns för ändamålet stora stålportar installerade. Det spekuleras kring om det finns militära anläggningar i anslutning till stationerna men detta har aldrig kunnat påvisas. Andra spekulationer rör att det bredvid de officiella linjerna finns ett antal hemliga linjer för militären och regeringen.

## Tunnelbanetågen
De nya vagnarna är importerade från Tyskland och består av modellen GI ("Gisela") med byggår 1978-1982 som tidigare gick i Östberlin och modellen D ("Dora") som tillverkades 1957-1965 och tidigare gick i Västberlin. De köptes in på 1990-talet och målades då om och bilder på Nordkoreas ledare sattes in i vagnarna. Nordkorea hävdar att de är byggda i Nordkorea.[källa behövs]

## Linjer
Pyongyangs tunnelbana har två linjer, Ch'ŏllima och Hyŏksin. Ch'ŏllima-linjen löper från Kwangbok-stationen i sydväst till Ragwŏn-stationen i nordost. Hyŏksin-linjen löper norrut från Puhŭng-stationen vid Taedongs flodbank, till Pulgŭnbyŏl-stationen. De båda linjerna möts vid stationen Chŏnu och vid flera platser finns tåganslutning till det nationella järnvägsnätet alternativt trådbussar och spårvagnar. 
- Linje 1 Chŏllima: Kwangbok – Ragwŏn
- Linje 2 Hyŏksin: Pulgŭnbyŏl – Puhŭng